# نانسي ألين (موسيقية)
نانسي ألين (بالإنجليزية: Nancy Allen)‏ هي موسيقية أمريكية، ولدت في 11 يوليو 1954 في نيويورك في الولايات المتحدة.

## وصلات خارجية
- نانسي ألين على موقع ميوزك برينز (الإنجليزية)
- نانسي ألين على موقع أول ميوزيك (الإنجليزية)
- نانسي ألين على موقع ديسكوغز (الإنجليزية)